# Most of My Heroes Still Don't Appear on No Stamp
Albums de Public Enemy
Remix of a Nation
(2007) The Evil Empire of Everything
(2012)
Singles
1. I Shall Not Be Moved
Sortie : 2012

Most of My Heroes Still Don't Appear on No Stamp est le douzième album studio de Public Enemy, sorti le 13 juillet 2012.
Les critiques ont plutôt bien accueilli l'album, saluant notamment la qualité de sa production et de ses paroles.

## Liste des titres
| No  | Titre                                                   | Contient un (des) sample(s) de | Durée |
| --- | ------------------------------------------------------- | --- | ----- |
| 1.  | Run Till It's Dark                                      | The Big Beat de Billy Squier Change the Beat (Female Version) de Beside Rock Box de Run–DMC | 3:19  |
| 2.  | Get Up Stand Up (featuring Brother Ali)                 | You Can't Even Walk in the Park (Opening Theme) de Johnny Pate | 5:04  |
| 3.  | Most of My Heroes Still... (featuring Z-Trip)           | Bring the Noise de Public Enemy Terminator X Speaks With His Hands de Public Enemy Countdown to Armageddon de Public Enemy Fight the Power de Public Enemy Contract on the World Love Jam de Public Enemy Pollywanacraka de Public Enemy Shut 'Em Down de Public Enemy | 3:32  |
| 4.  | I Shall Not Be Moved                                    | Funky John de Johnny Cameron & the Camerons | 5:23  |
| 5.  | Get It In (featuring Bumpy Knuckles)                    | Bring the Noise de Public Enemy | 3:10  |
| 6.  | Hoovermusic                                             | Terminator X Speaks With His Hands de Public Enemy Party for Your Right to Fight de Public Enemy | 3:59  |
| 7.  | Catch the Thrown (featuring Large Professor et Cormega) | I Like Funky Music d'Uncle Louie The Def Fresh Crew de Roxanne Shanté et Biz Markie | 4:26  |
| 8.  | RLTK (featuring Run–DMC)                                | Rocket in the Pocket (Live) de Cerrone Good Times de Chic Rock Box de Run–DMC Jam Master Jay de Run–DMC King of Rock de Run–DMC Dumb Girl de Run–DMC Hit It Run de Run–DMC Nuthin' de Doug E. Fresh and The Get Fresh Crew Run's House de Run–DMC                      | 4:38  |
| 9.  | Truth Decay                                             | I Don't Know What This World Is Coming to des Soul Children featuring Jesse Jackson The Message de Grandmaster Flash and The Furious Five featuring Grandmaster Melle Mel et Duke Bootee Public Enemy No. 1 de Public Enemy                                            | 4:11  |
| 10. | Fassfood                                                | Change the Beat (Female Version) de Beside | 4:03  |
| 11. | WTF?!                                                   | | 6:22  |